# Aleix Gómez
Aleix Gómez Abelló, né le 7 mai 1997 à Sabadell, est un handballeur espagnol. Il joue au poste d'ailier droit au FC Barcelone où il a été formé. 
Avec l'équipe nationale espagnole, il est notamment champion d'Europe en 2020.

## Carrière

### En club
Compétitions internationales
- Ligue des champions
  - Vainqueur (3) : 2021, 2022, 2024
  - Finaliste en 2020
- Vainqueur de la Coupe du monde des clubs (2) : 2018, 2019

Compétitions nationales
- Championnat d'Espagne (10) : 2015, 2016, 2017, 2018, 2019, 2020, 2021, 2022, 2023, 2024
- Coupe ASOBAL (9) : 2016, 2017, 2018, 2019, 2020, 2021, 2022, 2023, 2024
- Coupe du Roi (9) : 2016, 2017, 2018, 2019, 2020, 2021, 2022, 2023, 2024
- Supercoupe d'Espagne/ibérique (7) : 2018, 2019, 2020, 2021, 2022, 2023, 2024

### En équipe nationale
Compétitions majeures
- Médaille d'or au Championnat d'Europe 2020
- Médaille de bronze au Championnat du monde 2021
- Médaille de bronze aux Jeux olympiques en 2021
- Médaille d'argent au Championnat d'Europe 2022
- Médaille de bronze aux Jeux olympiques 2024

Autres compétitions
- Médaille d'or au Championnat d'Europe des -20 ans en 2016
- Médaille d'or au Championnat du monde junior 2017
- Médaille de bronze aux Jeux méditerranéens de 2018

### Distinctions individuelles
En équipes nationales
- Élu meilleur ailier droit du Championnat du monde junior 2017
- Élu meilleur ailier droit des Jeux olympiques 2020
- Élu meilleur ailier droit du Championnat d'Europe 2022

En club
- Élu meilleur espoir de la Ligue des champions en 2020
- Élu meilleur ailier droit de la Ligue des champions en 2021 et 2022
- Meilleur buteur de la Ligue des champions en 2022 (104 buts)

[* Élu meilleur ailier droit du Championnat d'Espagne en 2020 et 2022